# Macrorhynchia protecta
Macrorhynchia protecta är en nässeldjursart som först beskrevs av Antsulevich 1991.  Macrorhynchia protecta ingår i släktet Macrorhynchia och familjen Aglaopheniidae. Inga underarter finns listade i Catalogue of Life.